# Alan Durward
Alan Durward  (ou en latin Alan Hostarius en gaélique : Ailean Dorsair) (mort en 1275 )  est une des personnalités politiques les plus importantes du XIIIe siècle en Écosse. Il dirige de facto le pays à partir de 1249 comme régent pendant le début de la minorité d'Alexandre III (gaélique écossais: Alasdair III mac Alasdair)

## Origine
Alain est le fils de Thomas de Lundin, un petit-fils de Gille Críst mormaer de Mar . Son père s'est élevé sous le règne de Guillaume le Lion en obtenant la fonction de « door-ward » qui deviendra le patronyme de sa lignée. Le nom de la mère d'Alan est inconnu mais elle est vraisemblablement une fille Máel Coluim mormaer d'Atholl, de ce fait Alan est issu en lignes féminines de deux importantes familles de mormaers gaéliques.
De son père il hérite de sa fonction d'« hostarius », c'est-à-dire de protecteur des propriétés du roi. Il participe probablement à la campagne qui met fin à l'insurrection des  Meic Uilleim en 1228-1229. En 1233, et sans doute avant, Alan reçoit le contrôle du château d'Urquhart sur la rive du Loch Ness et il est presque certainement le bâtisseur de la plus ancienne motte féodale à l'origine de cette forteresse

## Prétendant en Atholl et en Mar
À la même époque, entre 1233 et 1235, Alan s'autoproclame « Comte d'Atholl ». Il a été souvent avancé qu'après la mort en 1232 de Thomas de Galloway, comte d'Atholl, Isabelle comtesse d'Atholl, avait épousé Alan qui administrait le comté pour le compte de Patrick le fils mineur du défunt. 
Cependant comme l'a démontré Matthew H. Hammond , c'est plus certainement comme petit-fils de Máel Coluim, comte d'Atholl, qu'il revendique l'héritage de cette province que le roi Alexandre semble lu avoir reconnu le 9 janvier 1234. Toutefois dans une charte du 7 juillet, 1235, ce titre disparaît .
À la mort de Duncan comte de Mar († 1242/44), le droit de succession de son fils William est également contesté par Alan Durward . Il revendique être l'héritier légitime, comme arrière-petit-fils de Gille Críst, car Duncan et son père Morgrund mac Gylocher, seraient des enfants illégitimes, ne pouvant donc succéder. Mais cette réclamation est rejetée, car apparemment un accord avait été passé dans la décennie 1220 entre Thomas Durward, le père d'Alan, et le comte Duncan. Par cet accord, Durward renonçait au titre de mormaer de Mar, et recevait une grande partie du territoire de Mar. C'est le grand échec de l'ascension sociale d'Alan de ne pas d'être fait reconnaître un titre comtal.

## Rivalité
Alan Durward est Justiciar d'Écosse de 1244 à 1251. La carrière d'Alan est en outre marquée par un conflit quasi permanent avec la famille Comyn. Cette rivalité est d'importance nationale et elle dégénère en un affrontement clivant dans le royaume lorsque Alan Durward d'abord écarté du pouvoir, supplante Alexander Comyn comme gardien de l'Écosse en 1255. Une réconciliation intervient à la fin de sa vie et Alan est nommé une seconde fois Justiciar d'Écosse conjointement avec Alexander Comyn, comte de Buchan (1255-1257) et ils font campagne ensemble lors de deux expéditions contre les Norvégiens. Alan est même le témoin d'une charte du comte Alexander en 1272. Alan demeure plusieurs années en Angleterre. Pendant la minorité d'Alexandre III, il recherche à obtenir la faveur du roi Henri III d'Angleterre afin de pérenniser son pouvoir en Écosse. Le roi d'Angleterre lui confie même son manoir anglais de Bolsover. Il meurt en 1275 et il est inhumé das l'abbaye de Coupar Angus et ses domaines sont partagés entre ses trois filles.

## Union et postérité
Alan épouse Marjory, une fille illégitime du roi Alexandre II d'Écosse, qui lui donne trois enfants :
- Ermengarde qui épouse William Ier de Soules, le Bouteiller royal. Leur fils Nicolas sera un « Compétiteur » lors de la crise de succession écossaise.
- Anne Durward qui épouse d'abord Colbán de Fife puis Sir William de Ferrers, de Groby, dans le Leicestershire, et également détenteur de domaines en Écosse, qui meurt en 1287.  Il était le plus jeune fils de  William de Ferrers, 5e comte de Derby, et de sa seconde épouse, Margaret de Quincy.
- une fille anonyme qui épouse John Bisset.

Alan est également le père d'un fils illégitime, Thomas Durward II (mort après 1296),  père d'Alan Durward III (floruit 1314). Aucun de ses descendants ne réalise une carrière comparable à celle de leur illustre ancêtre.

## Sources
- (en) G. W. S. Barrow, Badenoch and Strathspey, 1130-1312: 1 Secular and Political in Northern Scotland, VIII, pp. 1–15
- (en) Alan Young  « Durward, Alan (d. 1275) », Oxford Dictionary of National Biography, Oxford University Press, 2004.
- (en) Steve Boardman & Alasdair Ross (sous la direction de), The exercice of power in Medieval Scotland c.1200-1500, Dublin, Four Courts Press, 2003 (ISBN 9-781851-827497), p. 118-138  Matthew H. Hammond: Hostiarii Regis Scotie : the Durward family in the thirteenth century.